# Благой Томев
Благой Димитров Томев или Томов е български учител, културен и просветен деец и фолклорист.

## Биография
Роден е на 19 февруари 1872 година в Битоля, тогава в Османската империя. Завършва духовната семинария в Санкт Петербург в 1896 година и непосредствено след това постъпва в Санктпетербургската духовна академия, която завършва в 1890 година. Записва и публикува заедно с Кузман Шапкарев песни от Македония. Работи като учител и преподава в Солунската българска мъжка гимназия. Установява се в Свободна България, където живее в Неврокоп (днес Гоце Делчев). Там развива културна дейност и е сред първите самодейци в Читалището в Неврокоп след възстановяването на дейността му.
Томев издава няколко учебника по обучение по руски език. Изявява се и като библиограф и в периода 1910 - 1911 година води рубрика „Книгопис“ в списание „Демократически преглед“. Заедно с Иван Сапунаров съставя „Библиографический указатель книг, брошюр, журнальных статей о славянских первоучителях св. Кириллья и Мефодия за 1800 - 1900 год.“, който остава в ръкопис, но е от особена важност за историята на библиографията от Освобождението до Втората световна война и е една от малкото съставени библиографии от този период.
Участва като делегат от Гевгелийското благотворително братство в обединителния конгрес на Македонската федеративна организация и Съюза на македонските емигрантски организации от януари 1923 година.
Благой Томев умира в 1932 година.